# Noduliferola abstrusa
Noduliferola abstrusa är en fjärilsart som beskrevs av Kuznetsov 1973. Noduliferola abstrusa ingår i släktet Noduliferola och familjen vecklare. Inga underarter finns listade i Catalogue of Life.